# Gare de Toulouse-Montaudran
Cet article concerne la gare SNCF. Pour la future station du métro de Toulouse, voir Montaudran Gare (métro de Toulouse).
Pour les articles homonymes, voir Gare de Toulouse.
La gare de Montaudran est une gare ferroviaire française de la ligne de Bordeaux-Saint-Jean à Sète-Ville, située au chemin Carrosse, quartier Montaudran, sur le territoire de la ville de Toulouse, dans le département de Haute-Garonne, en région Occitanie.
C'est une halte ferroviaire de la Société nationale des chemins de fer français (SNCF), desservie par des trains TER Occitanie circulant sur l'axe Toulouse - Narbonne - Perpignan.

## Situation ferroviaire
Établie à 152 m d'altitude, la halte de Montaudran est située au point kilométrique (PK) 261,276 de la ligne de Bordeaux-Saint-Jean à Sète-Ville, entre les gares de Toulouse-Matabiau et de Labège-Innopole.

## Histoire
La halte est ouverte dans les décennies 1980-1990. Comme sur d'autres haltes du réseau ferroviaire toulousain, une configuration particulière est mise en place: Les deux quais ne sont pas en face de manière à réduire les temps de fermeture du passage à niveau. 
A la fin de la décennie 2010, la gare est réaménagée dans le cadre du projet de suppression de l'accidentogène passage à niveau voisin no 189 bis sur le chemin Carosse, en lien avec la ZAC Toulouse Aerospace. . Dans ce réaménagement, deux petits parkings (Un de chaque côté de la voie ferrée) et une large traversée piétonne des voies par un pont-rail permettant ainsi une mise en accessibilité sont installés. Le quai voie 2 est mis en face du quai voie 1, et le quai voie 1 est intégralement remis à neuf et prolongé pour accueillir des UM2,. Incluant également la création d'un passage souterrain pour véhicules Chemin de Payssat, le coût total de l'opération s'élève à environ 50 M€

## Fréquentation
De 2015 à 2022, selon les estimations de la SNCF, la fréquentation annuelle de la gare s'élève aux nombres indiqués dans le tableau ci-dessous.
| Année               | 2015   | 2016   | 2017   | 2018   | 2019   | 2020   | 2021   | 2022   | 2023   |
| ------------------- | ------ | ------ | ------ | ------ | ------ | ------ | ------ | ------ | ------ |
| Nombre de voyageurs | 26 387 | 26 942 | 26 319 | 22 343 | 36 930 | 32 166 | 48 367 | 67 312 | 76 524 |

## Service des voyageurs

### Accueil
Halte SNCF, c'est un point d'arrêt non géré (PANG) à entrée libre. Des distributeurs de billets régionaux sont présents.

### Desserte
Montaudran est desservie par des trains régionaux TER Occitanie qui effectuent des missions entre les gares de :
- Toulouse-Matabiau et Carcassonne ou Narbonne. Le temps d'attente entre chaque train en semaine varie de 15 minutes à 1 heure 10, et le temps de trajet est d'environ 5 minutes depuis Toulouse-Matabiau et 1 heure 40 minutes depuis Narbonne.
- Toulouse-Matabiau et Perpignan ou Cerbère ou Portbou, à raison d'un train toutes les 2 heures en semaine. Le temps de trajet est d'environ 5 minutes depuis Toulouse-Matabiau et 2 heures 25 minutes depuis Perpignan.

### Intermodalité
Les lignes de bus L8 et 23 du réseau urbain Tisséo ont des arrêts à proximité de la gare.

## A proximité
Deux musées sont situés à proximité directe de la gare : la Halle de La Machine et L'Envol des pionniers.

## Galerie

### La halte actuelle

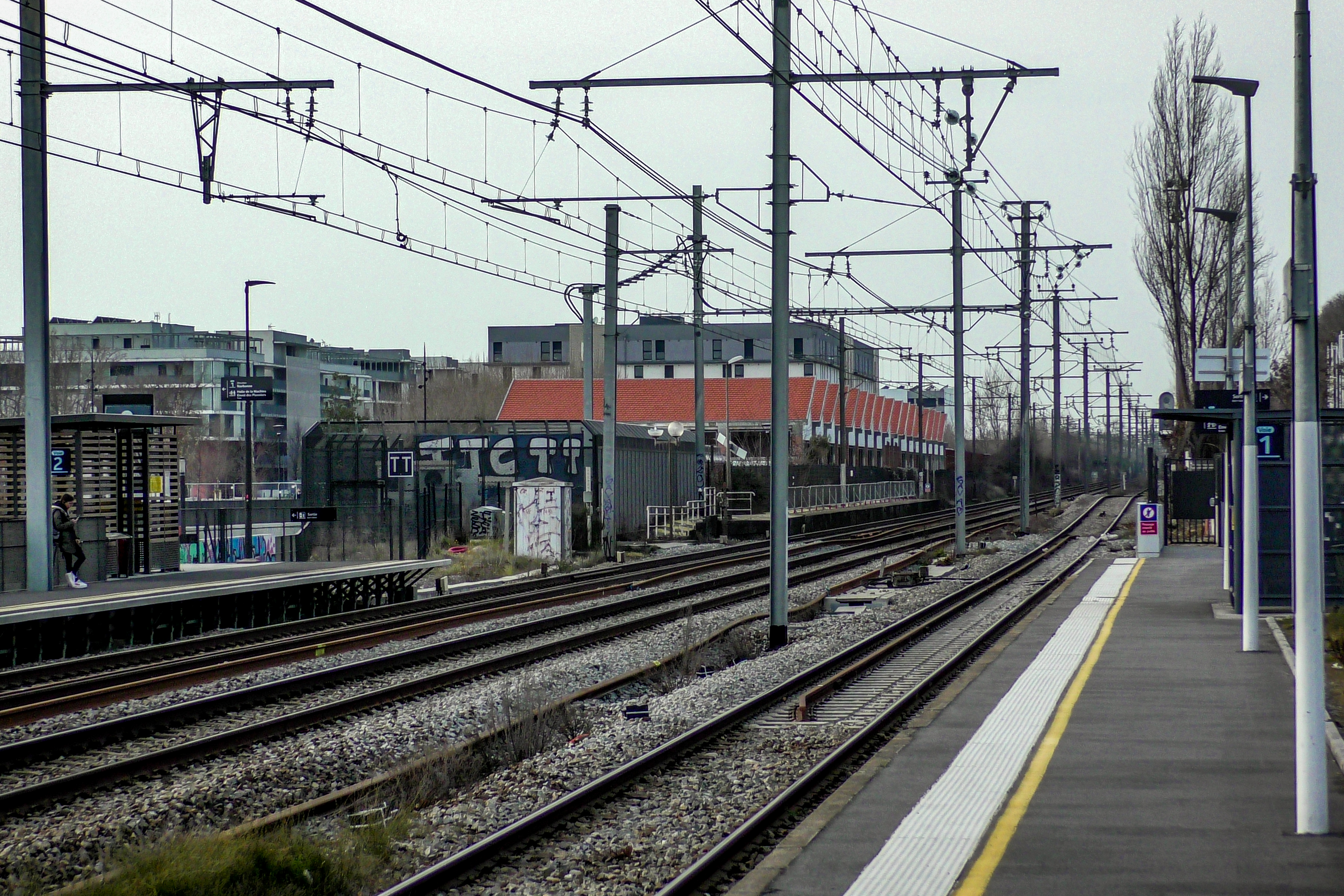
Vue générale des deux quais en 2023.
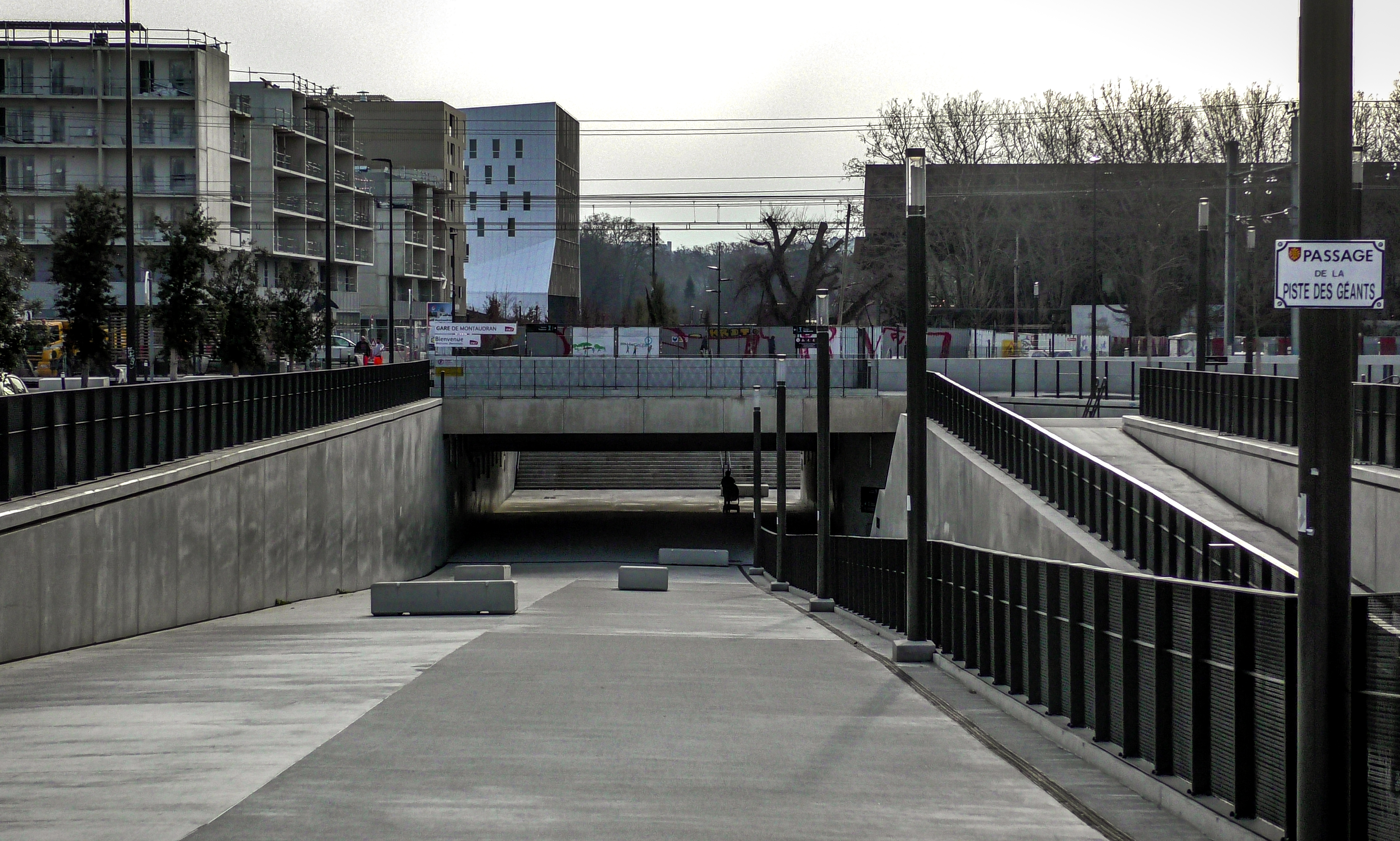
Le passage sous la gare, aménagé après la suppression du passage à niveau. Il est interdit aux véhicules à moteurs.
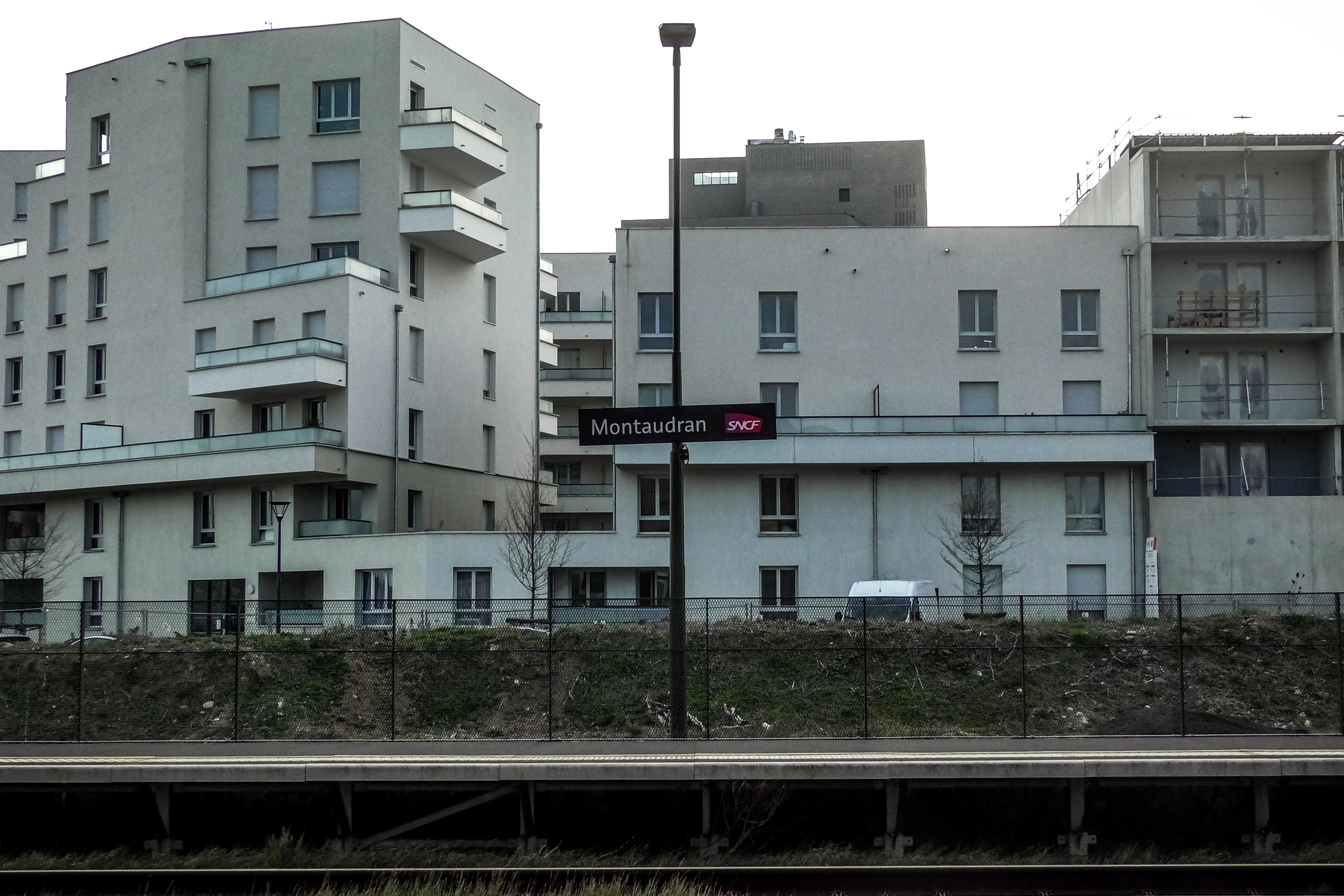
Immeubles construits à la fin des années 2010, à côté de la gare.

### L'ancienne halte

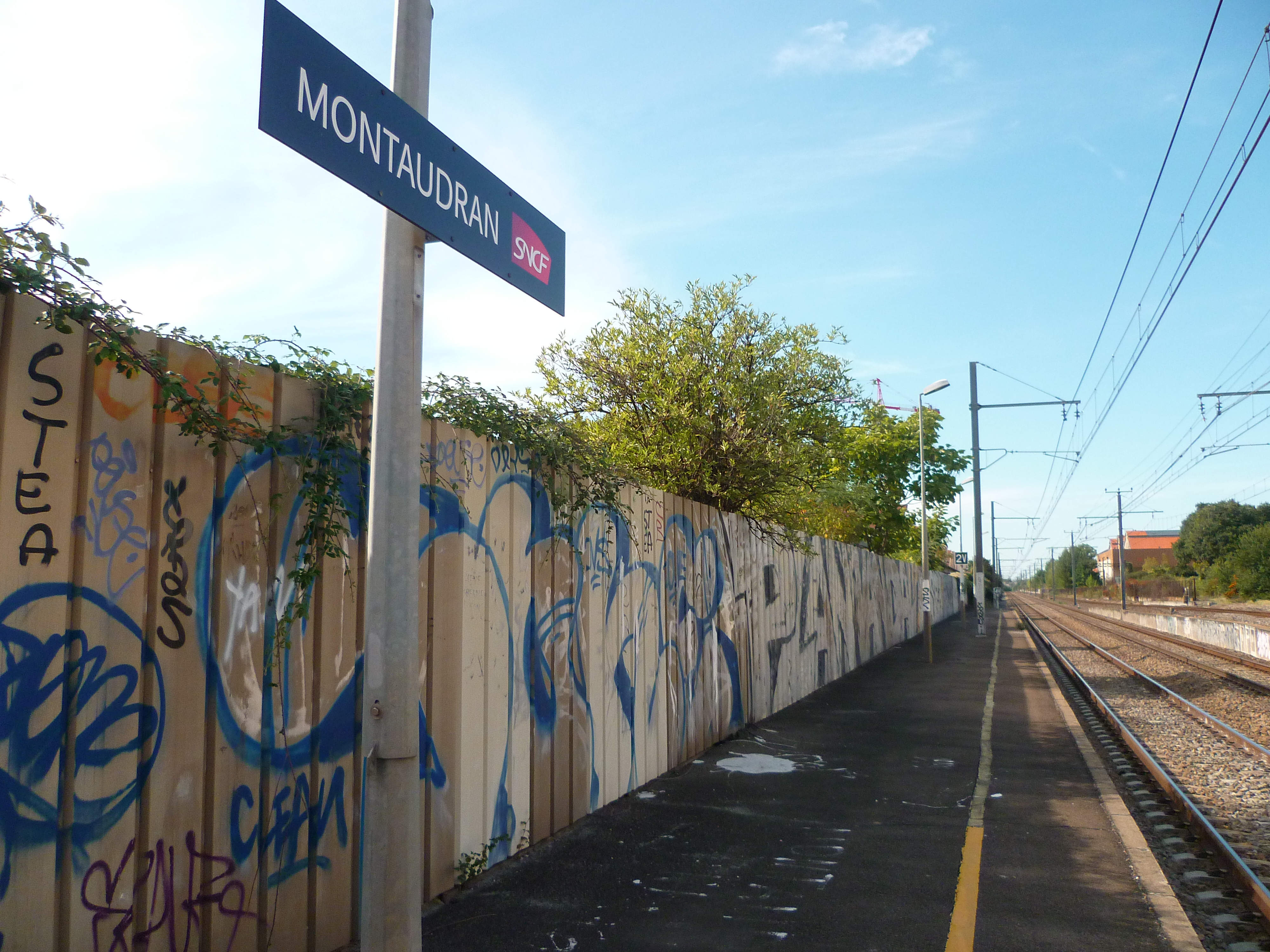
L'ancien quai en 2010, direction de Matabiau.
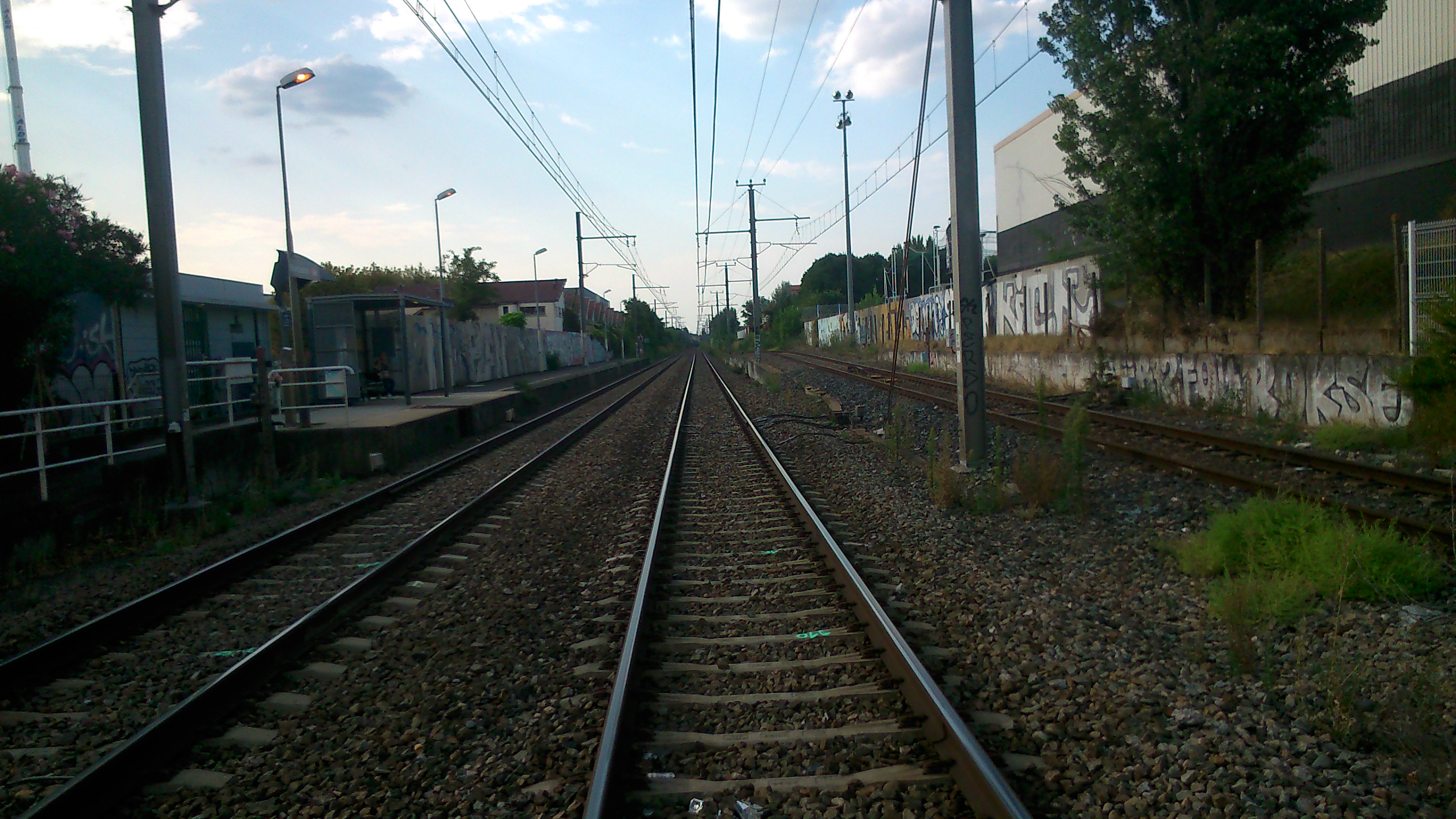
Le même quai, vu depuis l'ancien passage à niveau.

## Projets
À l'horizon 2028, la gare devrait être en correspondance avec la station Montaudran Gare - Piste des Géants de la ligne C du métro toulousain,.